# Jean-Louis Falquet
Jean-Louis Falquet (* 19. November 1786 in Genf; † 6. November 1842 ebenda) war ein Genfer Politiker und Bankier.

## Leben

### Geschäftliche Karriere

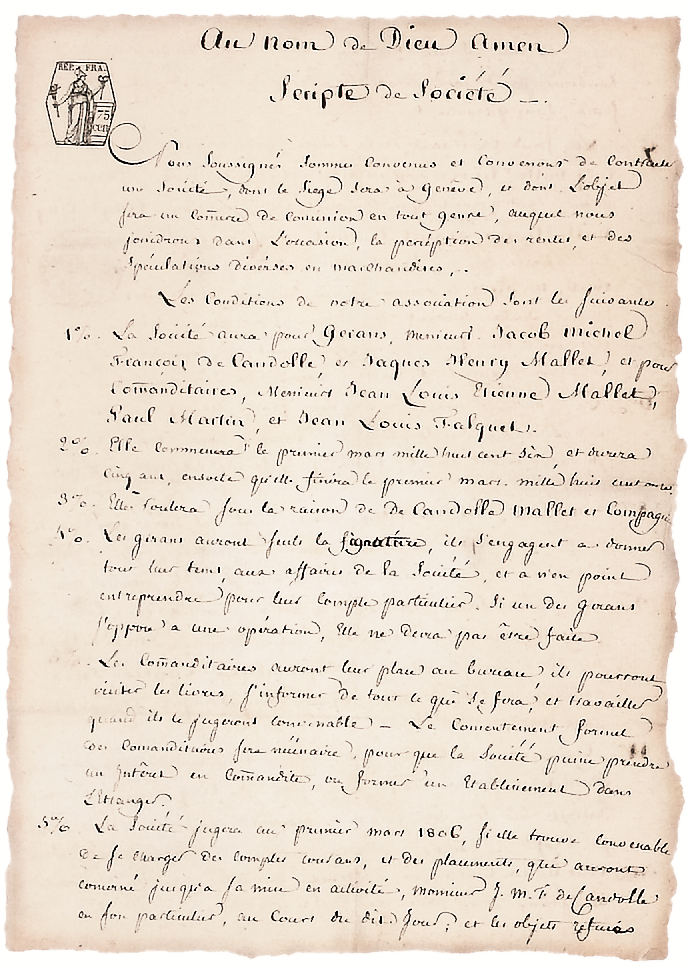
Gründungsurkunde der Bank De Candolle Mallet & Cie (1805)

Zusammen mit vier anderen Kommanditären gründete er die Bank De Candolle Mallet & Cie in Genf am 23. Juli 1805. An diesem Tag wurde die Gründungsurkunde der Personengesellschaft unterschrieben. Heute ist die Bank unter dem Namen Pictet-Gruppe bekannt.

### Militärische Karriere
Falquet war Offizier in der französischen Armee, weshalb er im Ersten Genfer Revolutions-Gericht (Le premier tribunal révolutionnaire Genevois) im Sommer 1794 „in Abwesenheit lebenslang verbannt“ wurde, (bannis à perpétuité par contumace).

### Politische Karriere

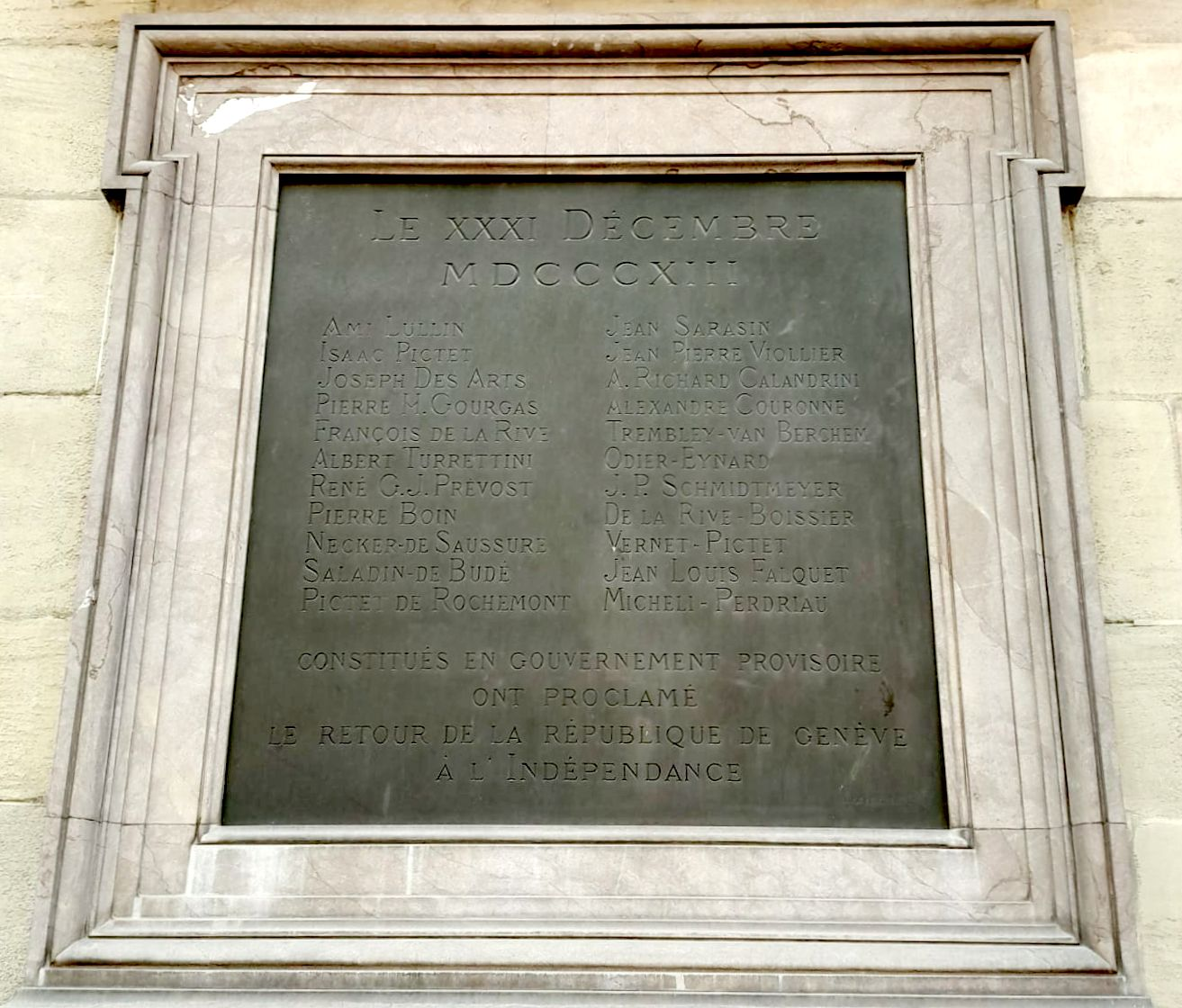
Inschrift in Marmor graviert am Hôtel de Ville de Genève, erinnernd an die Restauration 1813, eingebaut 1892.

Falquet war Mitglied in der Regierung Genfs bei und nach der Restauration
- 1813 Mitglied des Provisorischen Rats (einer von 22), der am 31. Dezember 1813 die Republik Genf wiederherstellte[8][9]
- 1814 Staatsschreiber[10]
- 1815 Staatsratsmitglied[11] und einziger Staatsschreiber[12]
- 1816 Zweiter Staatsschreiber[13][14].
Da er 1817 als Syndic gewählt wurde[14], konnte er seine Funktion als Staatssekretär, zu welcher er 1815 auf neun Jahre gewählt wurde[15], nicht bis zu Ende wahrnehmen.
- 1817 Syndic de la garde (vierter von vier Syndics)[14][16]
- 1818 Staatsratsmitglied (Conseil de l’État) (als zweiter Ancien Syndic von 2+9 Mitgliedern aus dem Umland (treille), total 22)[17]
- 1819 Syndic (zweiter Syndic aus dem Umland (treille) von zweien)[14][18]
- 1820 Tagsatzungsgesandter (erster von dreien, Delegationsleiter)[19][20]
- 1820 Staatsratsmitglied (Conseil de l’État) (zweiter Ancien Syndic von 2+9 Mitgliedern aus dem Umland (treille), total 20)[21]
- 1821 Staatsratsmitglied (Conseil de l’État) (viertes von 11 Mitgliedern aus dem Umland (treille), total 20)[22][23]
- 1822 Staatsratsmitglied (Conseil de l’État) (viertes von 11 Mitgliedern aus dem Umland (treille), total 20)[24]
- 1823 Erster Syndic[14][25]
- 1824 Staatsratsmitglied (Conseil de l’État) (erstes von 11 Mitgliedern aus der Stadt, total 22)[26]
- 1825 Staatsratsmitglied (Conseil de l’État) (fünftes von 11 Mitgliedern aus der Stadt, total 22)[27]
- 1826 Staatsratsmitglied (Conseil de l’État) (viertes von 12 Mitgliedern aus der Stadt, total 24)[28]
- 1827 Staatsratsmitglied (Conseil de l’État) (viertes von 11 Mitgliedern aus der Stadt, total 22)[29]
- 1828 Staatsratsmitglied (Conseil de l’État) (zweites von 9+2 Mitgliedern aus der Stadt, total 22)[30]
- 1828 Präsident der Kommission der Gemeinden[31]
- 1829 Staatsratsmitglied (Conseil de l’État) (zweites von 9+2 Mitgliedern aus der Stadt, total 22)[32]
- 1829 Dritter (von dreien) Tagsatzungsgesandter[33]
- 1830 Staatsratsmitglied (Conseil de l’État) (zweites von 9+2 Mitgliedern aus dem Umland (treille), total 22)[34]
- 1831 Staatsratsmitglied (Conseil de l’État) (zweites von 9+2 Mitgliedern aus der Stadt, total 22)[35]
- 1839 (zweites Semester) 1 von 24 Mitgliedern aus dem Repräsentierenden Rat am Rekursgericht[36]

## Denkmäler und Medaillen
- Am 31. Dezember 1892 wurde an der Fassade links (östlich) des Haupteingangs der Maison de Ville die Namen der 22 Mitglieder der provisorischen Regierung vom 31. Dezember 1813 in einer Marmortafel eingraviert, als Erinnerung an die Restaurierung der Republik[8].
- Medaille zum 80. Jahrestag der Restauration der Republik Genf (1813), in Erinnerung an Ami Lullin und das Comité de l’Indépendence, geprägt im Jahre 1893.[37]

## Familie
Falquets Vorfahren väterlicherseits waren Jean Robert Falquet (1741–1819), Mitglied im Kleinen Rat, und dessen Vater war André Falquet, Kaufmann und Politiker.
- Vom 27. Juli – 7. August 1888 wurde am „Court of Appeal in re Grove“  eine Sukzessionsfrage diskutiert, in welcher es darum ging, ob Cousins von vorerst unehelichen Kindern, welche durch nachträgliche Heirat „legitimiert“ wurden, als „next of kin“ erbberechtigt wären.[38]. In Genf finden sich ebenfalls Dokumente.[39]